# 選帝侯フリードリヒ賢明公のシカ狩り
『選帝侯フリードリヒ賢明公のシカ狩り』（せんていこうフリードリヒけんめいこうのシカがり、独: Hirschjagd des Kurfürsten Friedrich d. Weisen、英: A Stag Hunt with the Elector Friedrich the Wise）は、ドイツ・ルネサンス期の画家ルーカス・クラナッハ (父) が1529年に菩提樹板の上に油彩で制作した絵画で、画家の最初の狩猟図の1つである。ザクセン選帝侯ヨハン・フリードリヒ（1503-1554年）が、当時すでに亡くなっていたフリードリヒ賢明公（1463-1525年）と皇帝マクシミリアン1世（1459-1519年）の狩猟を記念して委嘱した作品である。作品は1621年に神聖ローマ帝国のプラハにあった皇室コレクションに入り、1894年以来、ウィーンの美術史美術館に所蔵されている。

## 作品
本作に描かれている狩猟は、1497年にヨハン・フリードリヒがインスブルックのマクシミリアン1世の宮廷に招かれていた際に行われたのかもしれない。場面は高い視点から表されている。中央では、狩猟者と猟犬がシカの群れを川の中に追い込んでいる。シカたちは、画面下部左側の対岸の茂みにいる射手たちの格好の獲物となるのである。
中景左端には1532年からザクセン選帝侯となるヨハン・フリードリヒが、画面下部右端には本作が描かれた当時在位していたヨハン不変公 (1468-1532年) がいる。画面下部中央には召使を従えたフリードリヒ賢明公がおり、さらに青い服を身に着けた狩猟者がいるが、彼はマクシミリアン1世の容貌をしている。川の曲がっている部分には、目を引く人々が小舟で近づいており、その中には狩猟のための矢を持つ男性に付き添われた宮廷の女性たちと恋人たちがいる。丘の上の建物は、現在では廃墟となっているマンスフェルト (Mansfeld) の城に類似している。
ヴィッテンベルク大学の教区牧師であったクリストフ・フォン・ショイルルは、1508年のクラナッハへの賛辞で、クラナッハが君主たちの狩猟に同行したことを報告している。実際、クラナッハは多くの動物の習作を残しており、ネーデルラントにいた狩猟好きのマクシミリアン1世と1508年に会見した際にはイノシシの絵画を贈っている。